# Velimir Vidić
Velimir Vidić est un footballeur international bosnien, né le 12 avril 1979 à Vitez en Yougoslavie (aujourd'hui en Bosnie-Herzégovine). Il évolue actuellement comme arrière central.

## Biographie

### En sélection nationale
Velimir Vidić fait ses débuts en équipe nationale de Bosnie-Herzégovine le 2 février 2005 contre l'Iran.
10 sélections et 0 but avec la Bosnie-Herzégovine entre 2005 et 2008.

## Palmarès
Zrinjski Mostar
- Champion de Bosnie-Herzégovine en 2005.